# 天平邨
天平邨（英語：Tin Ping Estate）是香港公共屋邨，位於香港新界北區上水，鄰近天平山及天平山村，於1983年始建，並於1986年開始入伙，是少數有齊Y2、Y3及Y4型設計大廈的公共屋邨，此邨由香港房屋委員會管理，其後於2000年2月在租者置其屋計劃（第三期）把單位出售給所屬租戶，現已成立業主立案法團。
安盛苑（英語：On Shing Court）是天平邨內的居者有其屋屋苑，有一座樓宇，樓高34層，每層共有18個單位，在1990年落成，首次推出時售價為177,600-363,000港元，由康業服務管理，並擁有業主立案法團。

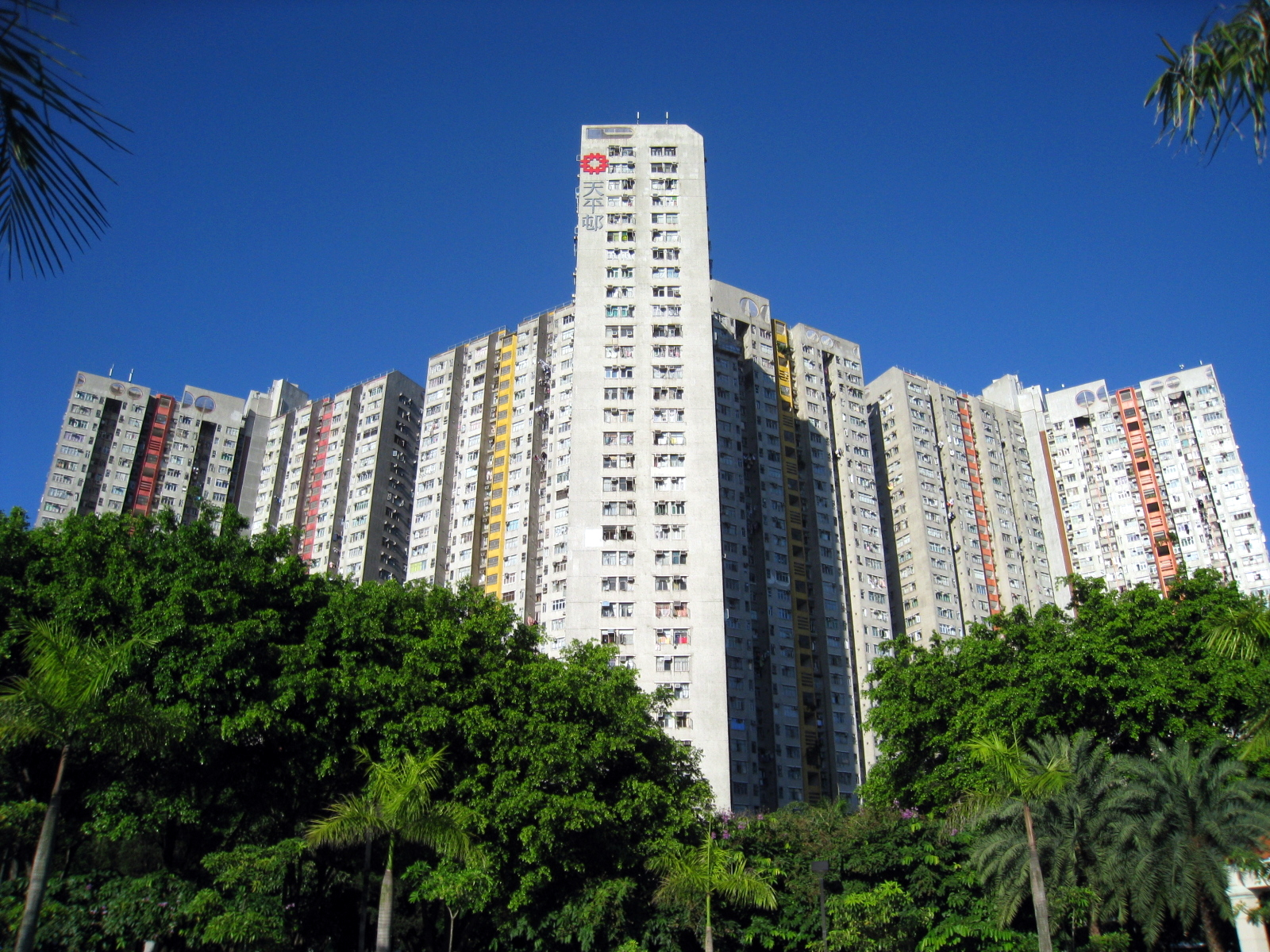
天平邨第一期

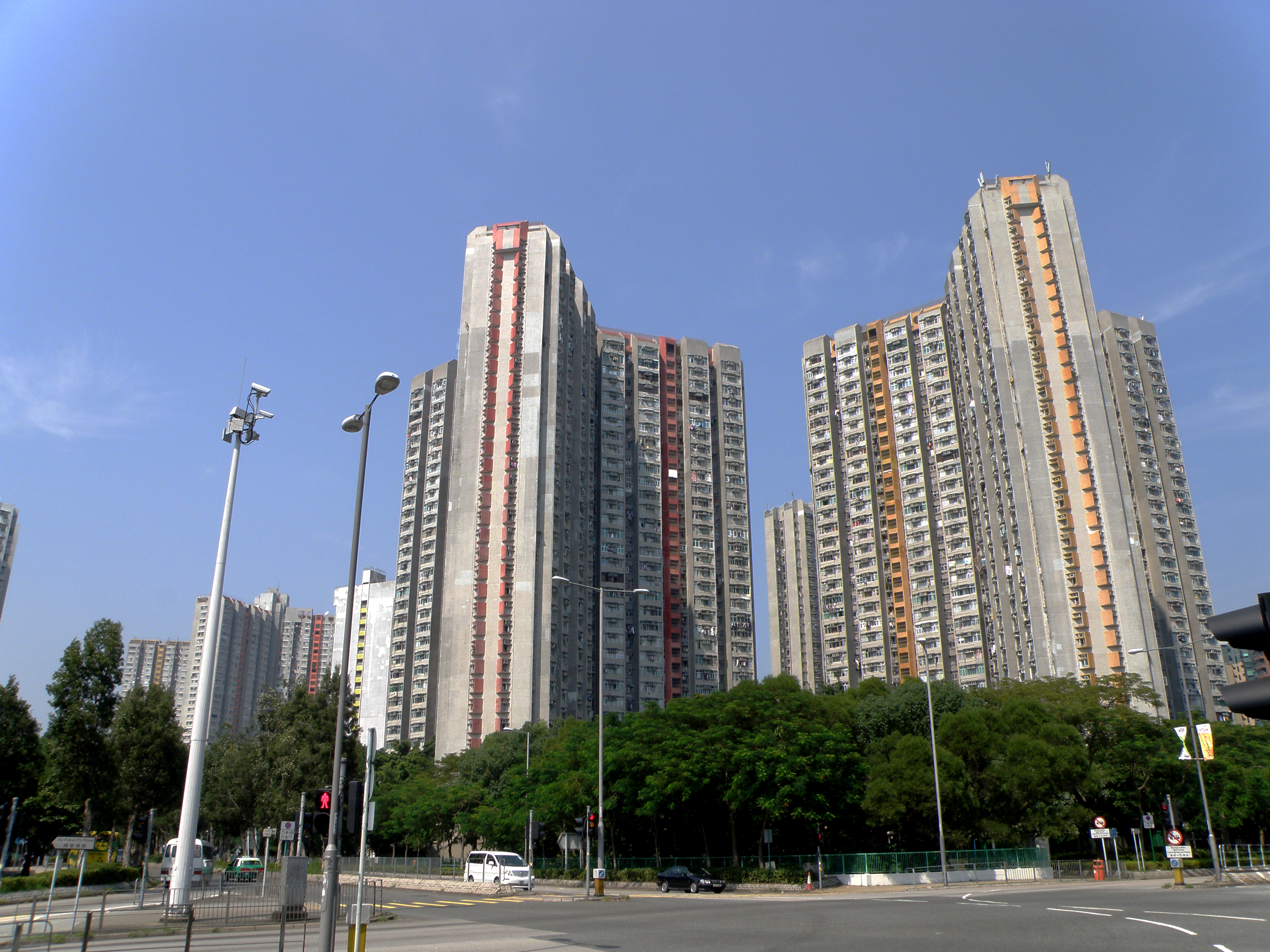
天平邨第二期

## 屋邨資料

### 樓宇

#### 天平邨
| 樓宇名稱（座號） | 門牌號碼   | 樓宇類型            | 入伙年份 | 樓高 （住宅層數） | 每層伙數                               | 單位數目（伙） | 建築師               | 承建商           | 提供升降機的廠商                   | 期數 |
| ---------------- | ---------- | ------------------- | -------- | ----------------- | -------------------------------------- | -------------- | -------------------- | ---------------- | ---------------------------------- | ---- |
| 天怡樓（第1座）  | 天平路48號 | Y2型                | 1987年   | 35（2-35樓）      | 24                                     | 816            | 房屋署總建築師嚴守恆 | 順成建築         | 通力                               | 1    |
| 天祥樓（第2座）  | 天平路48號 | Y2型                | 1986年   | 35（2-35樓）      | 24                                     | 816            | 房屋署總建築師嚴守恆 | 順成建築         | 通力                               | 1    |
| 天賀樓（第3座）  | 天平路48號 | Y2型                | 1986年   | 35（2-35樓）      | 24                                     | 816            | 房屋署總建築師嚴守恆 | 順成建築         | 通力                               | 1    |
| 天明樓（第4座）  | 天平路48號 | 新長型              | 1989年   | 20（3-21樓）      | 52（3-17樓） 46（18樓） 28（其餘樓層） | 906            | 房屋署總建築師嚴守恆 | 安利（蕭氏）建築 | 快高靈 （A座之升降機由奥的斯保養） | 2    |
| 天美樓（第5座）  | 天平路48號 | Y3型 （早期型設計） | 1989年   | 35（2-35樓）      | 24                                     | 816            | 房屋署總建築師嚴守恆 | 安利（蕭氏）建築 | 快高靈 （A座之升降機由奥的斯保養） | 2    |
| 天喜樓（第6座）  | 天平路48號 | Y3型 （早期型設計） | 1989年   | 35（2-35樓）      | 24                                     | 816            | 房屋署總建築師嚴守恆 | 安利（蕭氏）建築 | 快高靈 （A座之升降機由奥的斯保養） | 2    |
| 天朗樓（第8座）  | 天平路48號 | Y4型 （早期型設計） | 1990年   | 35（2-35樓）      | 21                                     | 714            | 房屋署總建築師嚴守恆 | 祥記馮祥         | 日立                               | 3    |

以粗體字標示樓宇設有供1-2人住戶入住的「劏房」，以安置上水臨時房屋區部份單身或二人住戶。

#### 安盛苑
| 樓宇名稱（座號）     | 樓宇類型            | 落成年份 | 樓高（層） | 每層伙數 | 單位數目（伙） | 建築師               | 承建商   | 提供升降機的廠商 | 期數 | 原屬樓宇    |
| -------------------- | ------------------- | -------- | ---------- | -------- | -------------- | -------------------- | -------- | ---------------- | ---- | ----------- |
| 安盛苑（A座／第7座） | Y4型 （後期型設計） | 1990年   | 35         | 18       | 612            | 房屋署總建築師嚴守恆 | 祥記馮祥 | 日立             | 3    | 天平邨第7座 |

## 歷史
天平邨前身為天平山村寮屋村。
1980年代，港府為發展粉嶺／上水新市鎮，清拆馬會道以東天平山村東南部份寮屋，並由香港房屋委員會在原址發展區內第三個公共屋邨：名為天平邨。
1990年，天平邨其中一座樓宇獲選改為居屋出售用途，名為安盛苑。

## 設施
邨內設有多項休憩設施，包括五個兒童遊樂場、三個籃球場、兩個足球場和羽毛球場及溜冰場。天平邨第二期則設有露天劇場。其他設施包括工場及石油氣站。

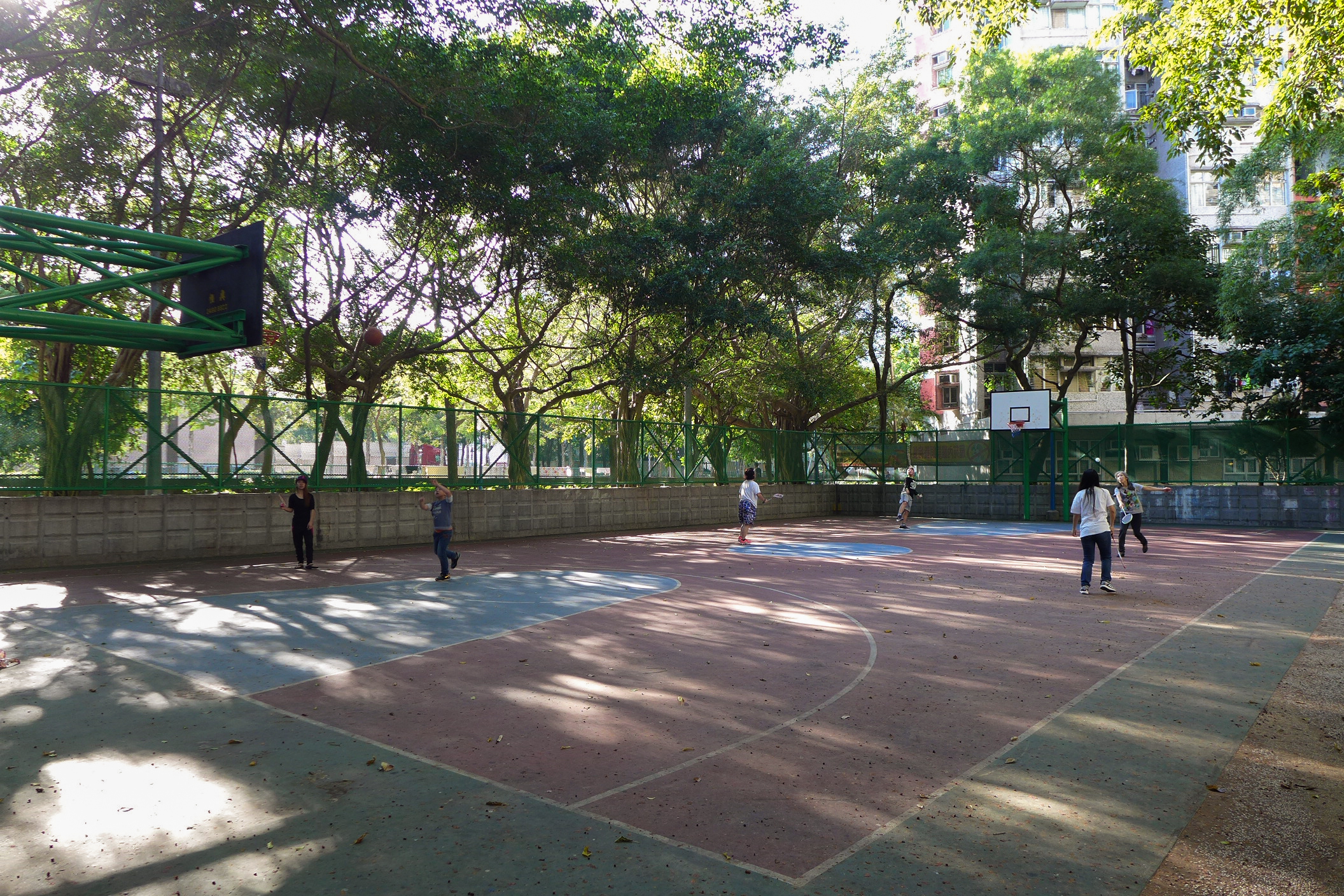
籃球場
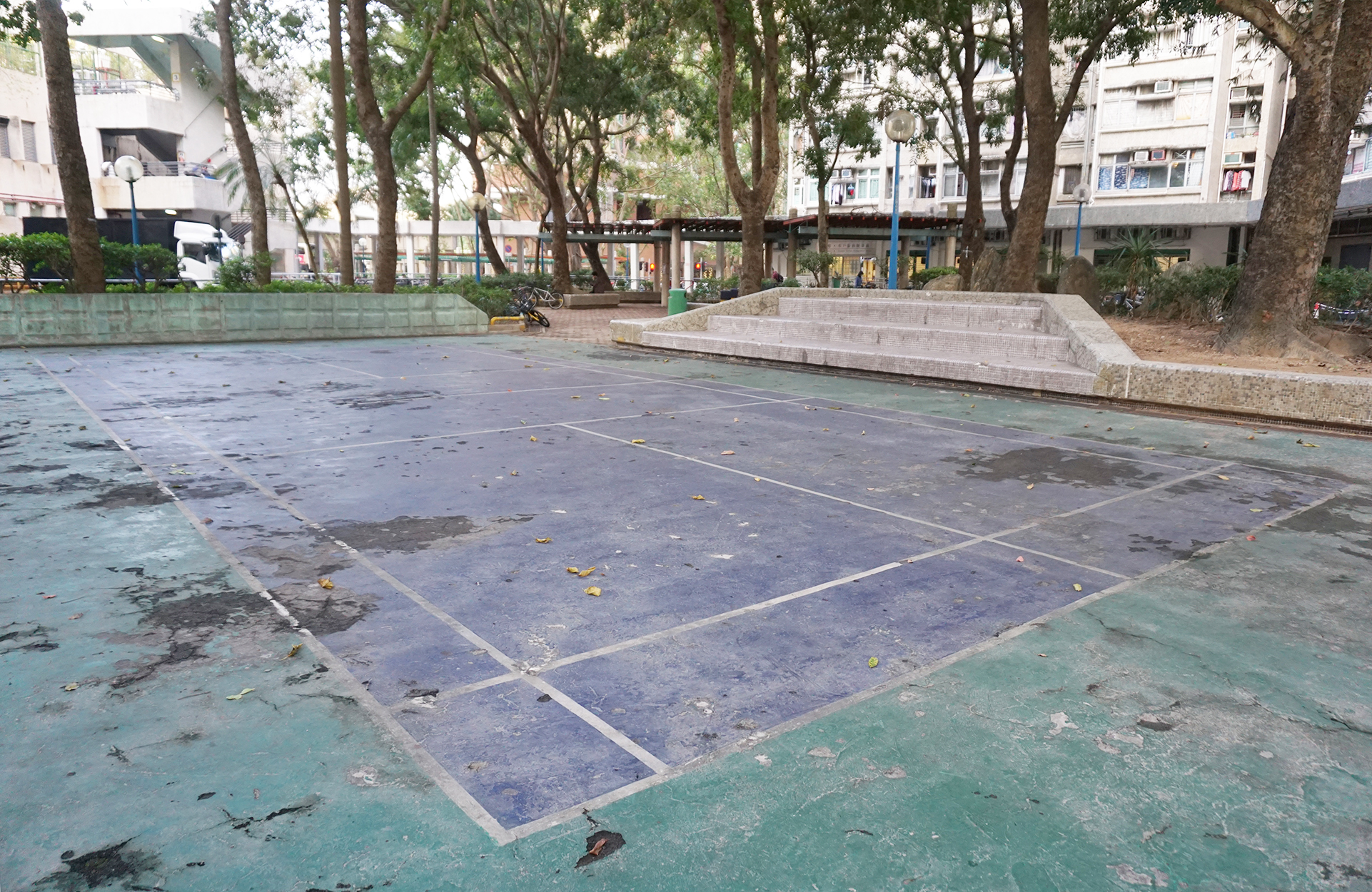
羽毛球場
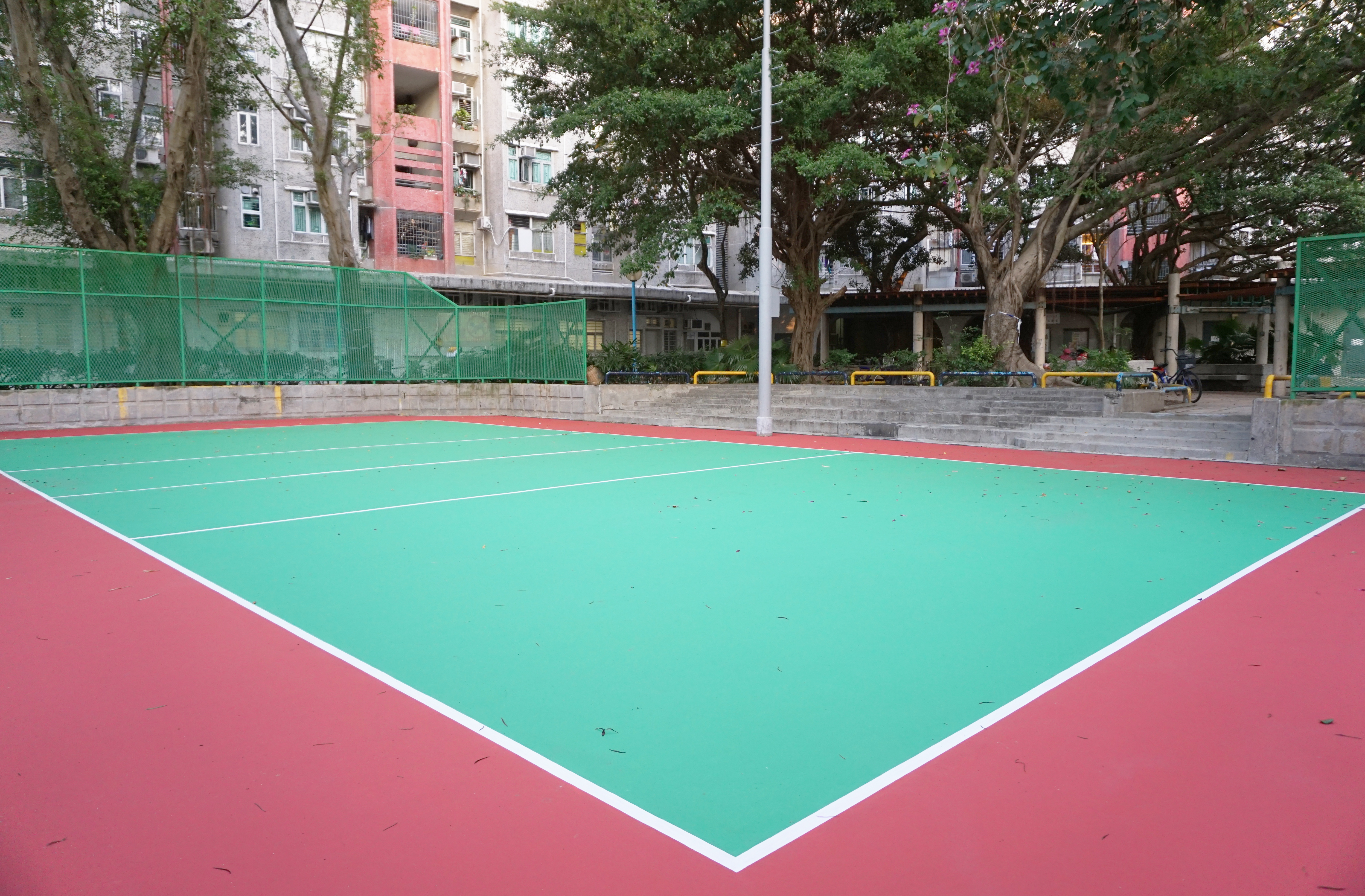
排球場
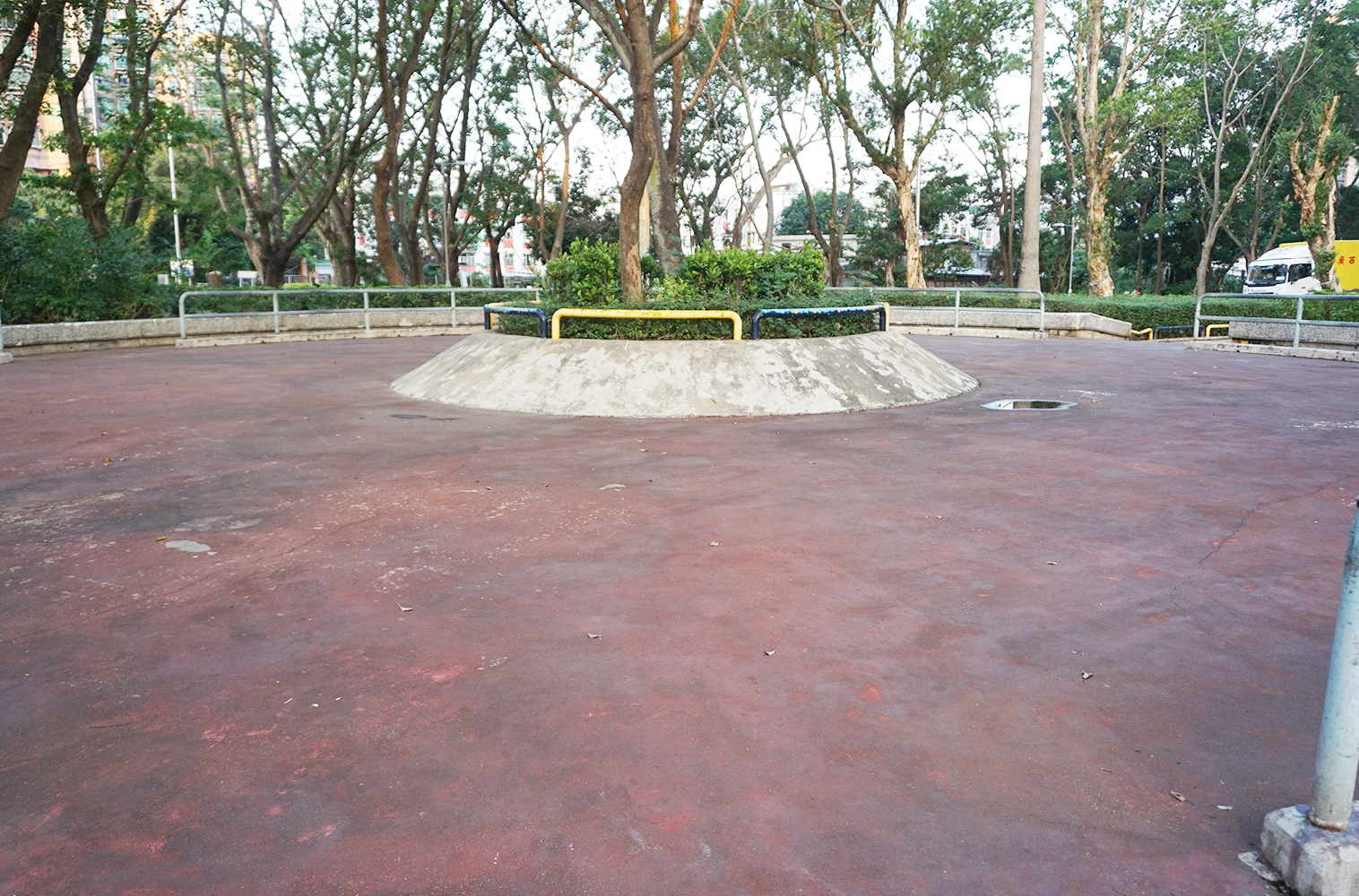
滾軸溜冰場
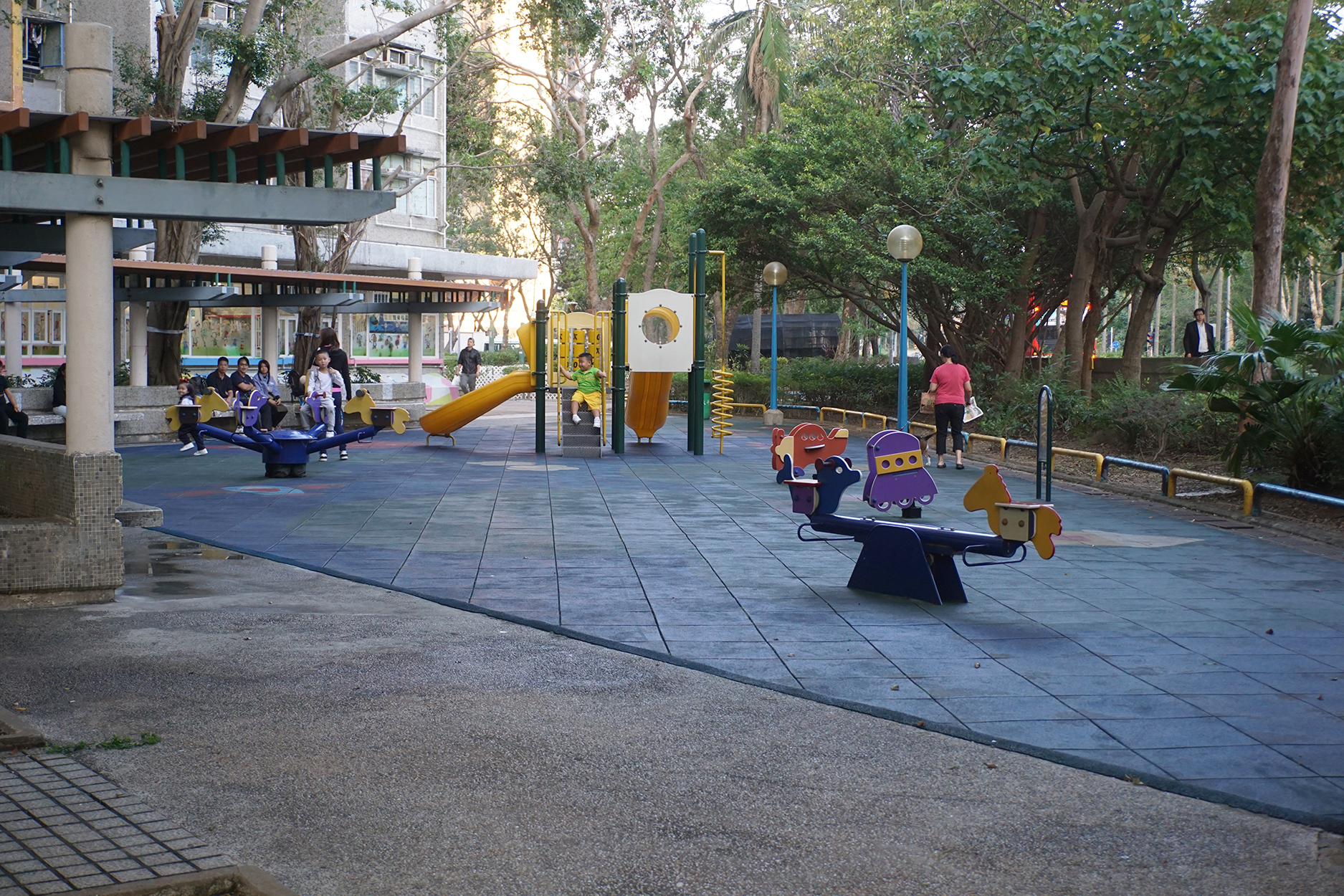
團團轉、搖搖板及彈簧椅
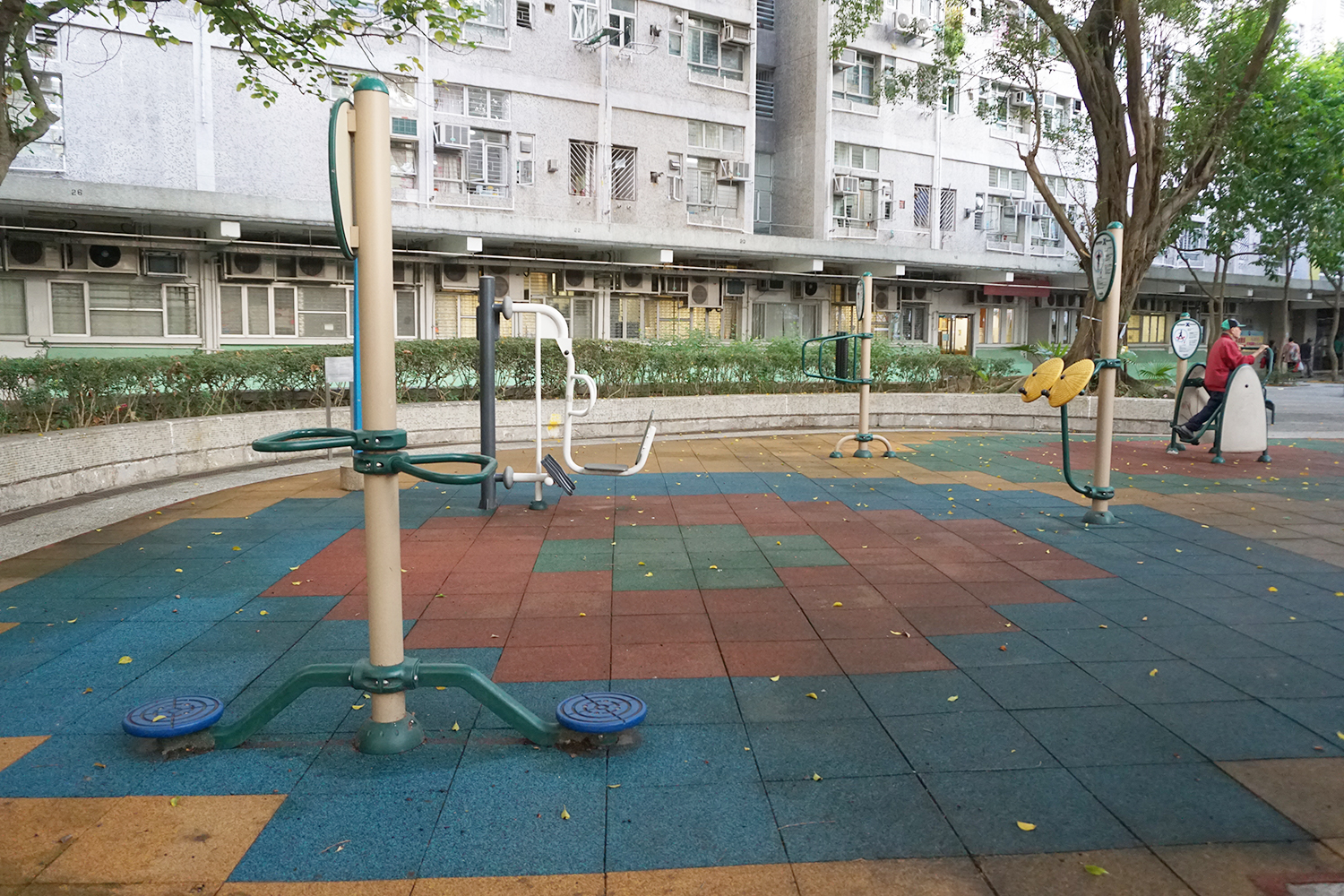
健體區（2）
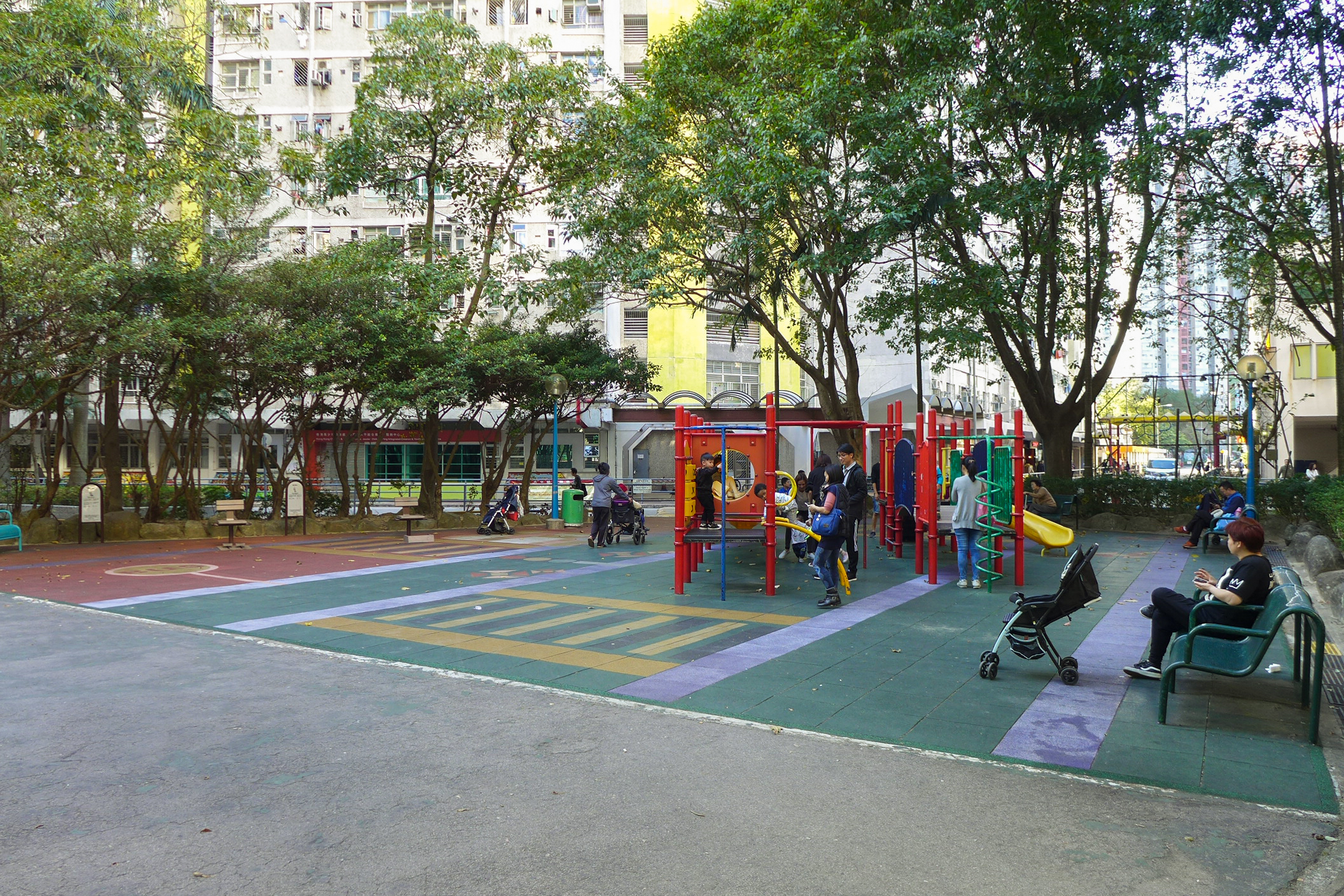
健體區（3）及兒童遊樂場
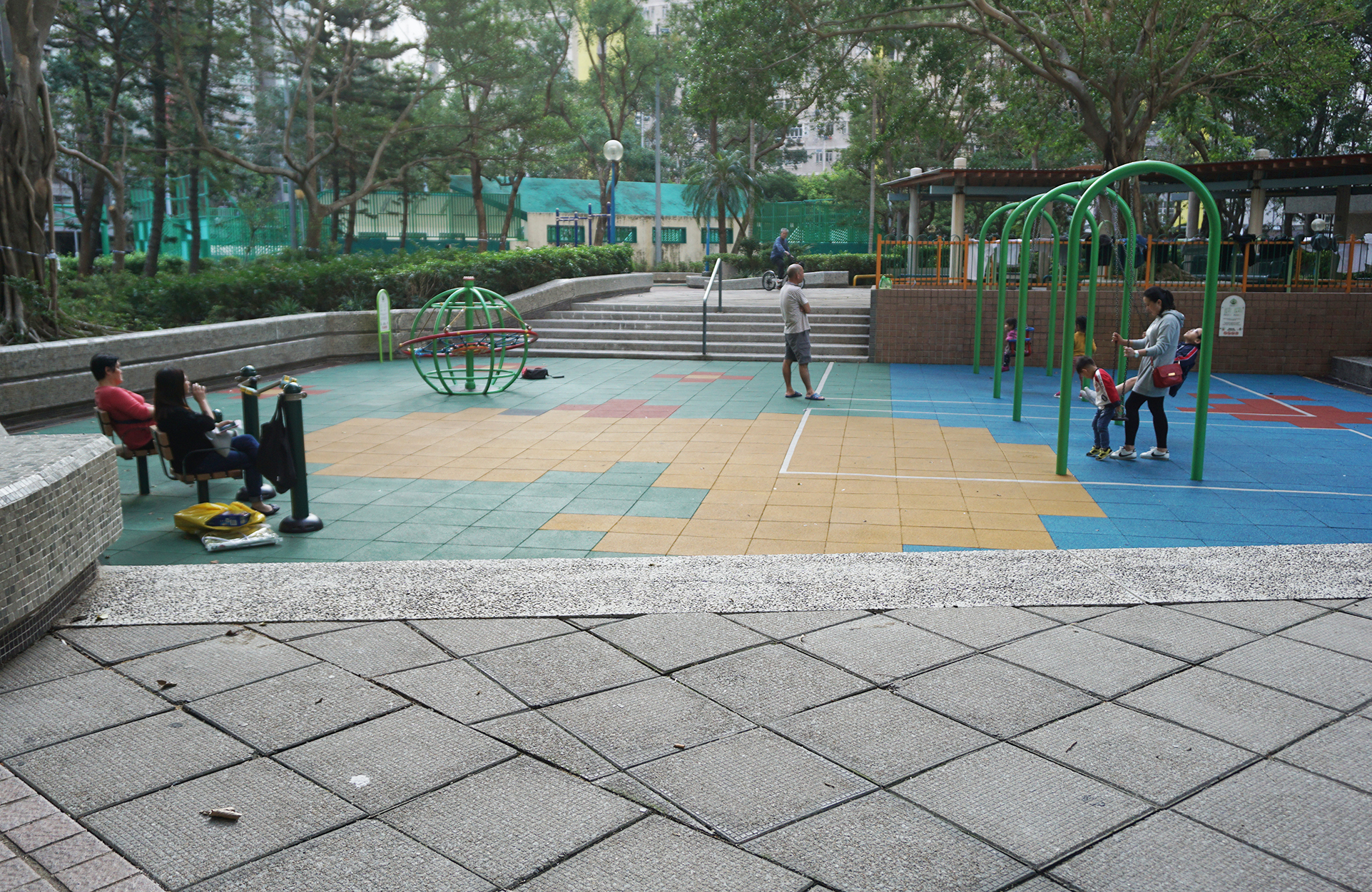
安盛苑健體區及鞦韆
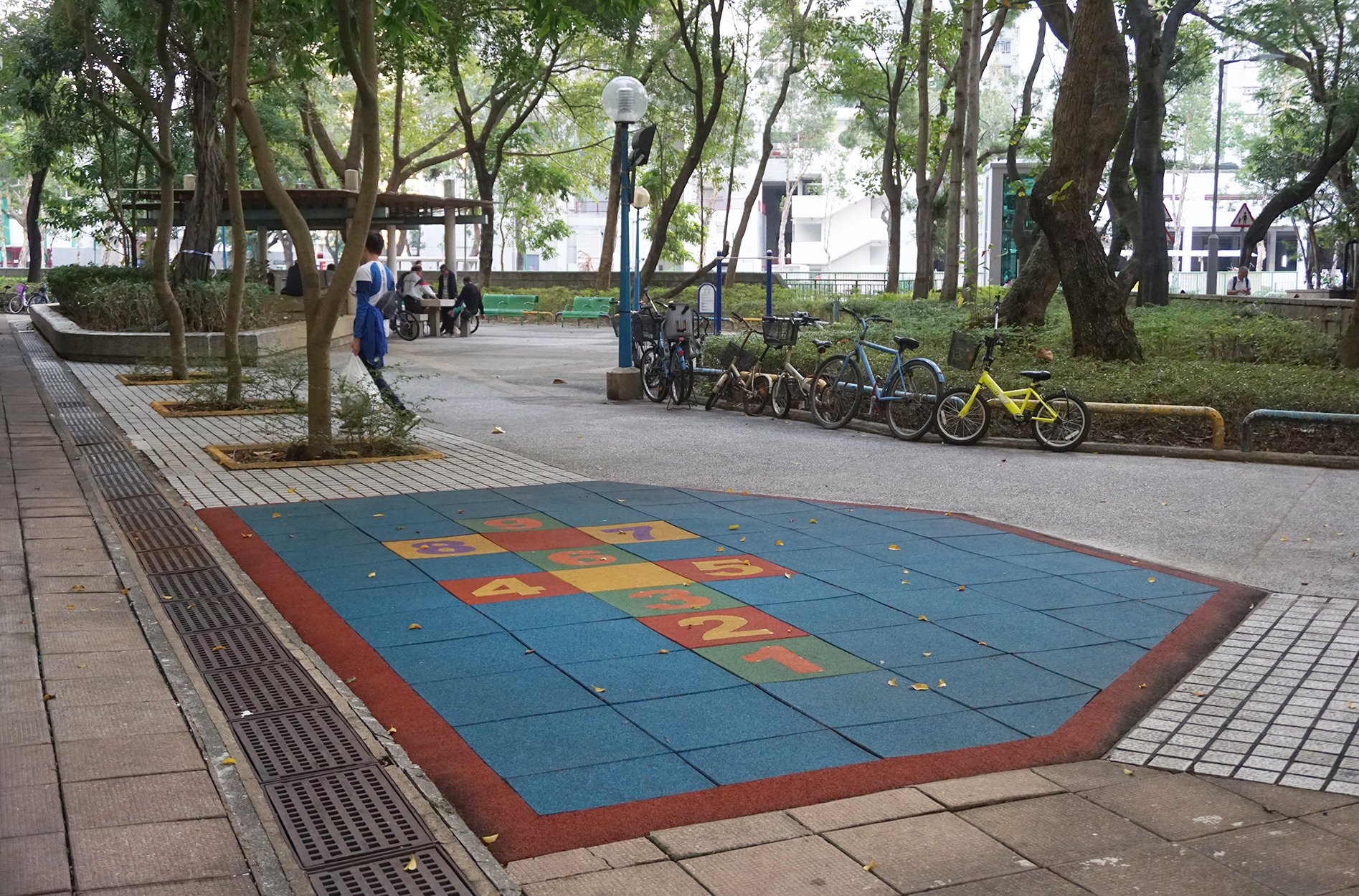
跳飛機
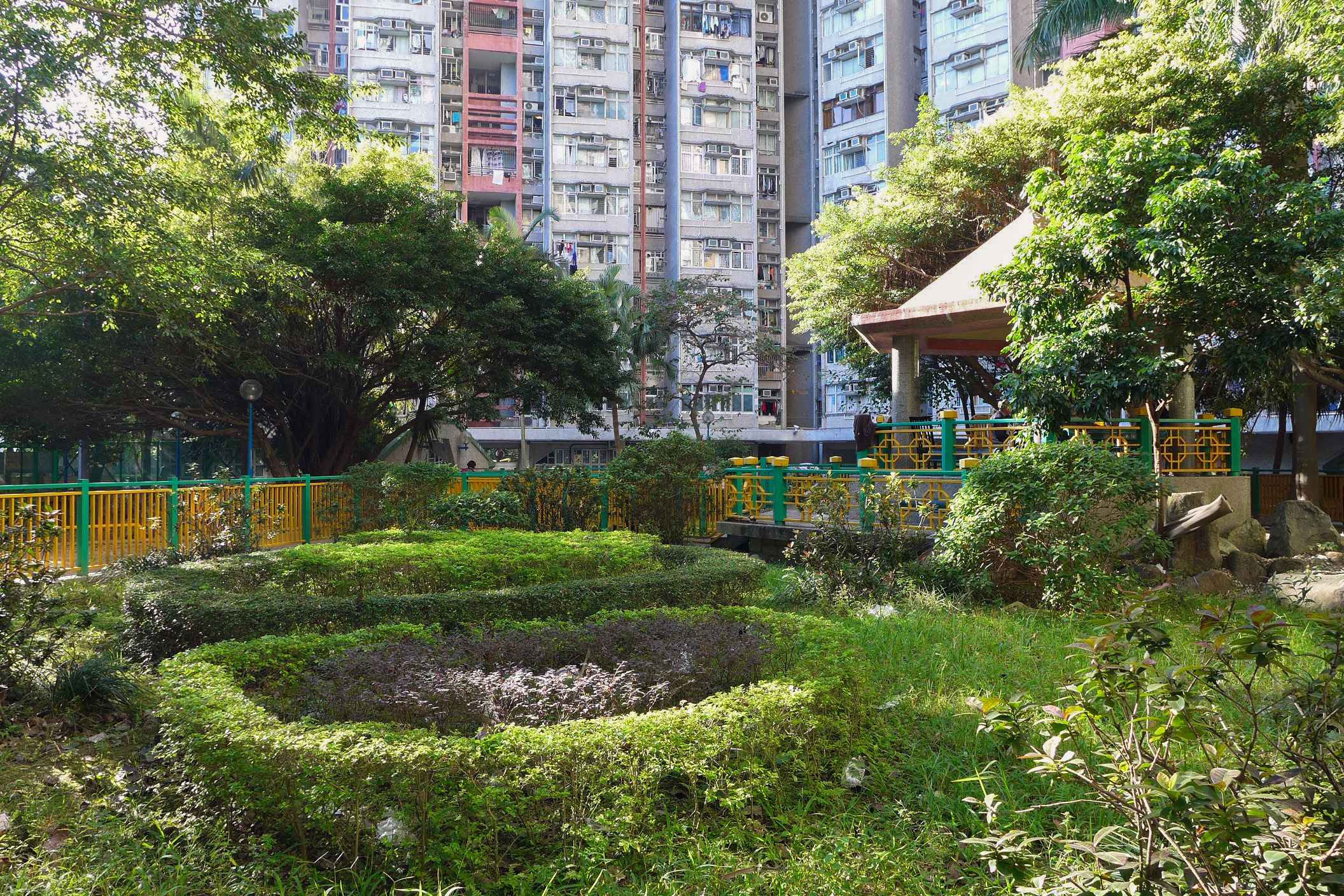
邨內的水池已被填平為花糟
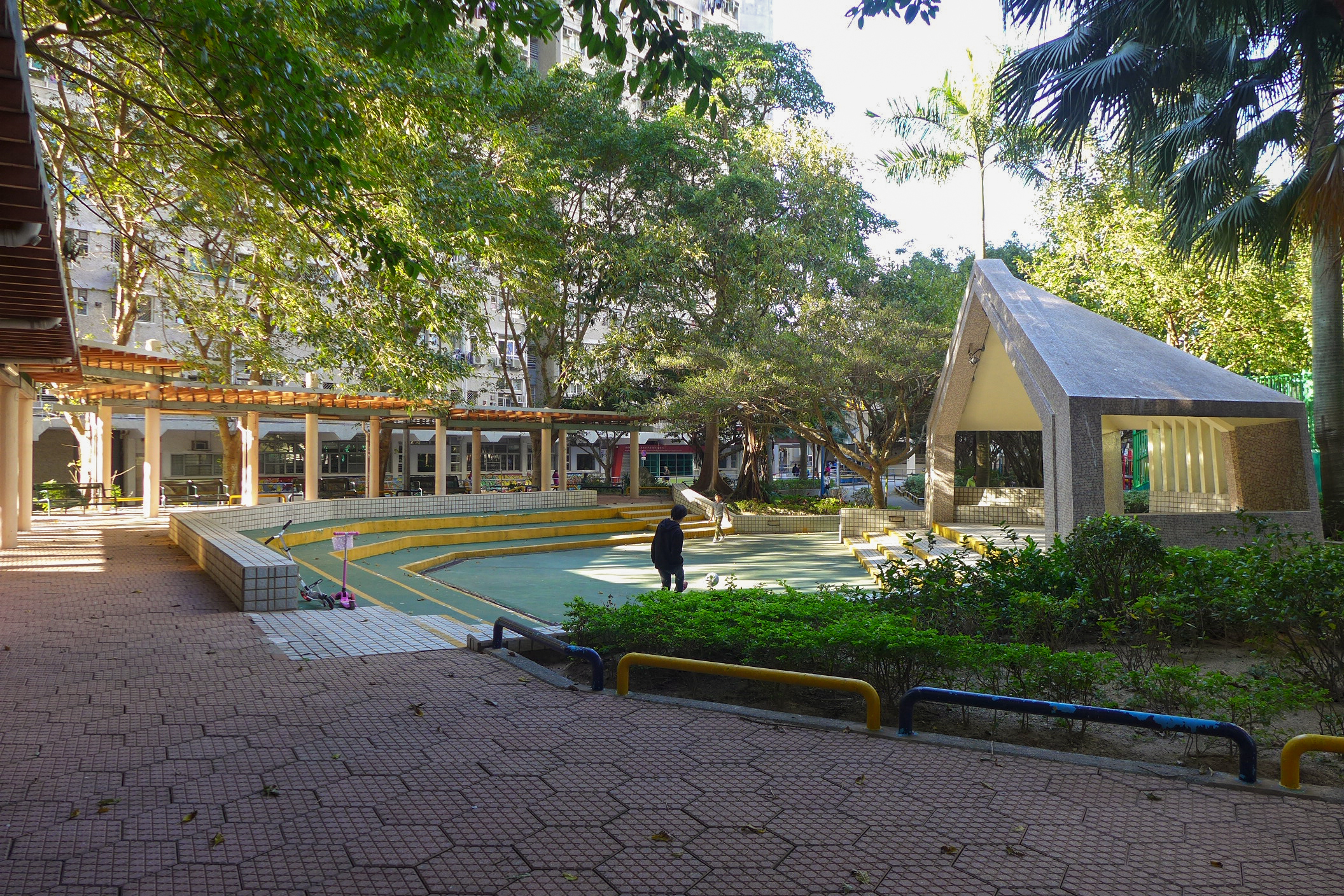
露天劇場
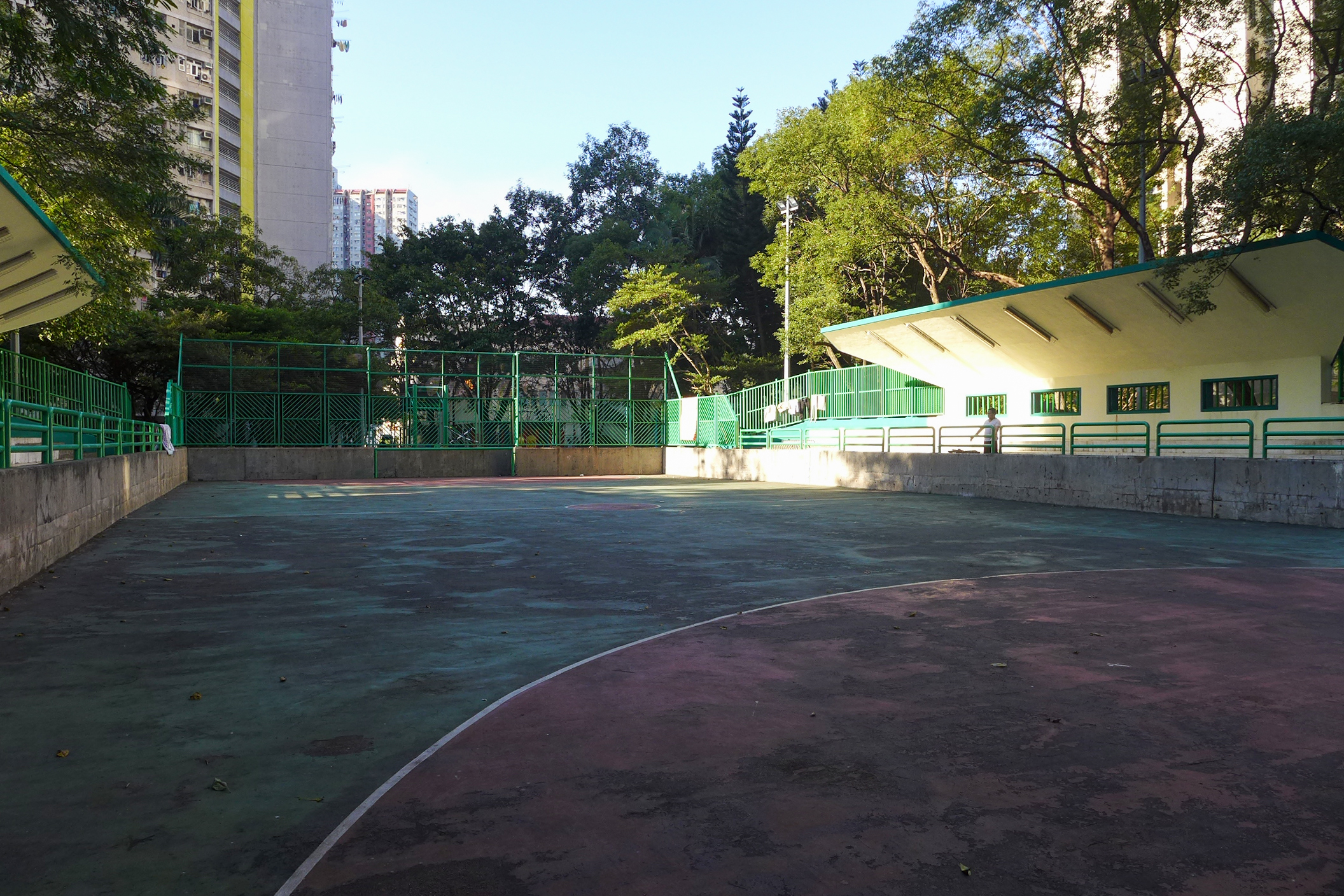
足球場
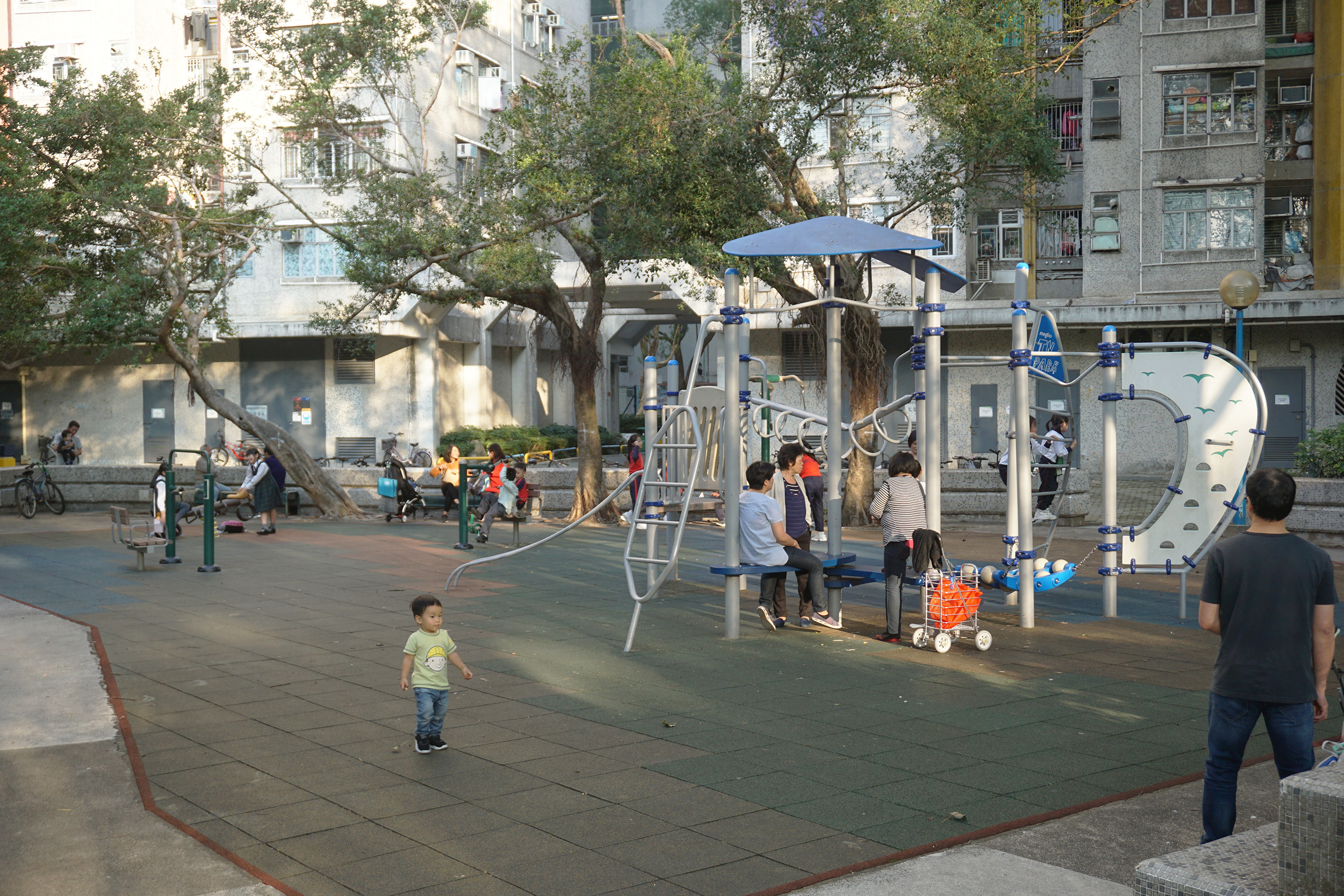
健體區和兒童遊樂場
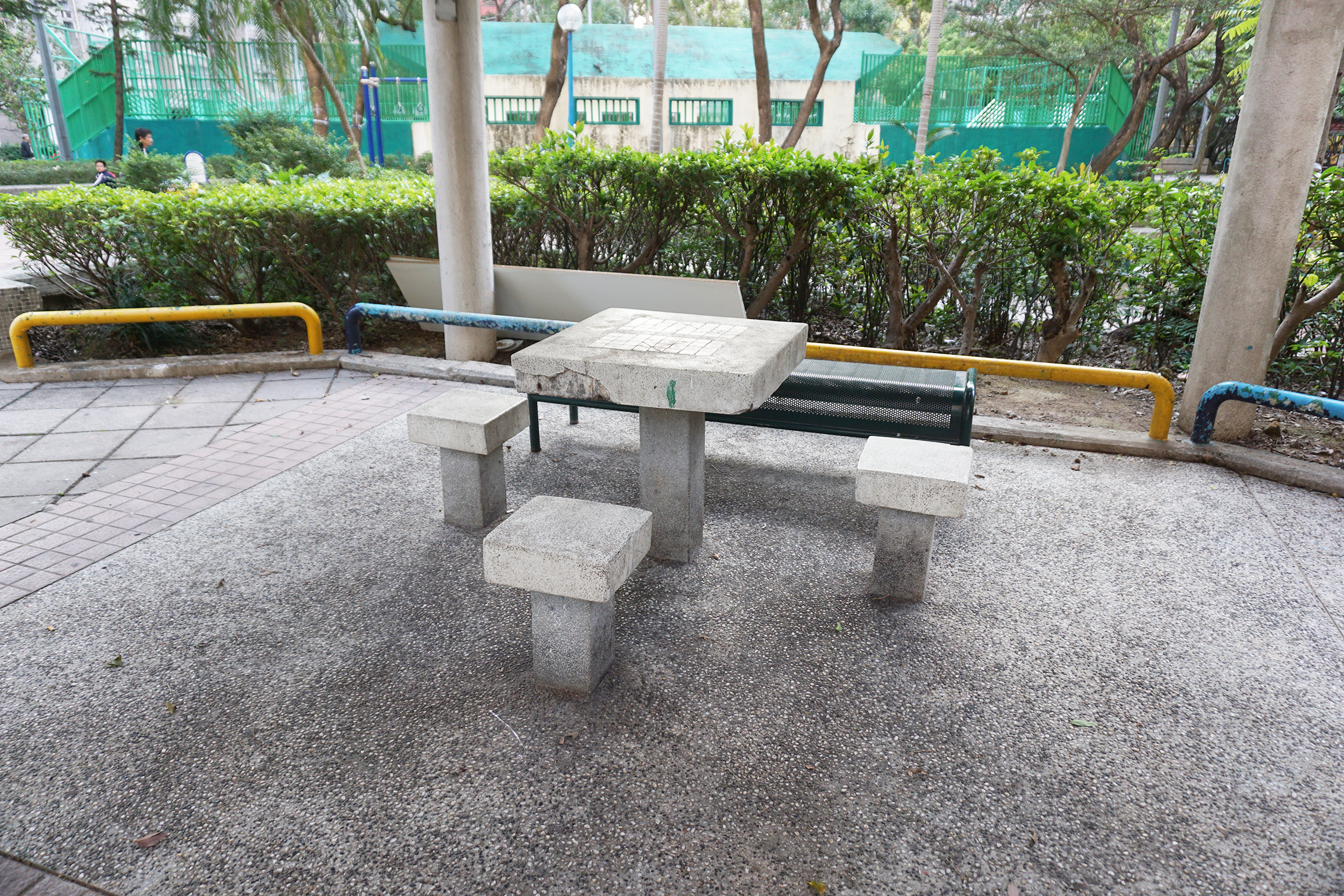
安盛苑棋藝區
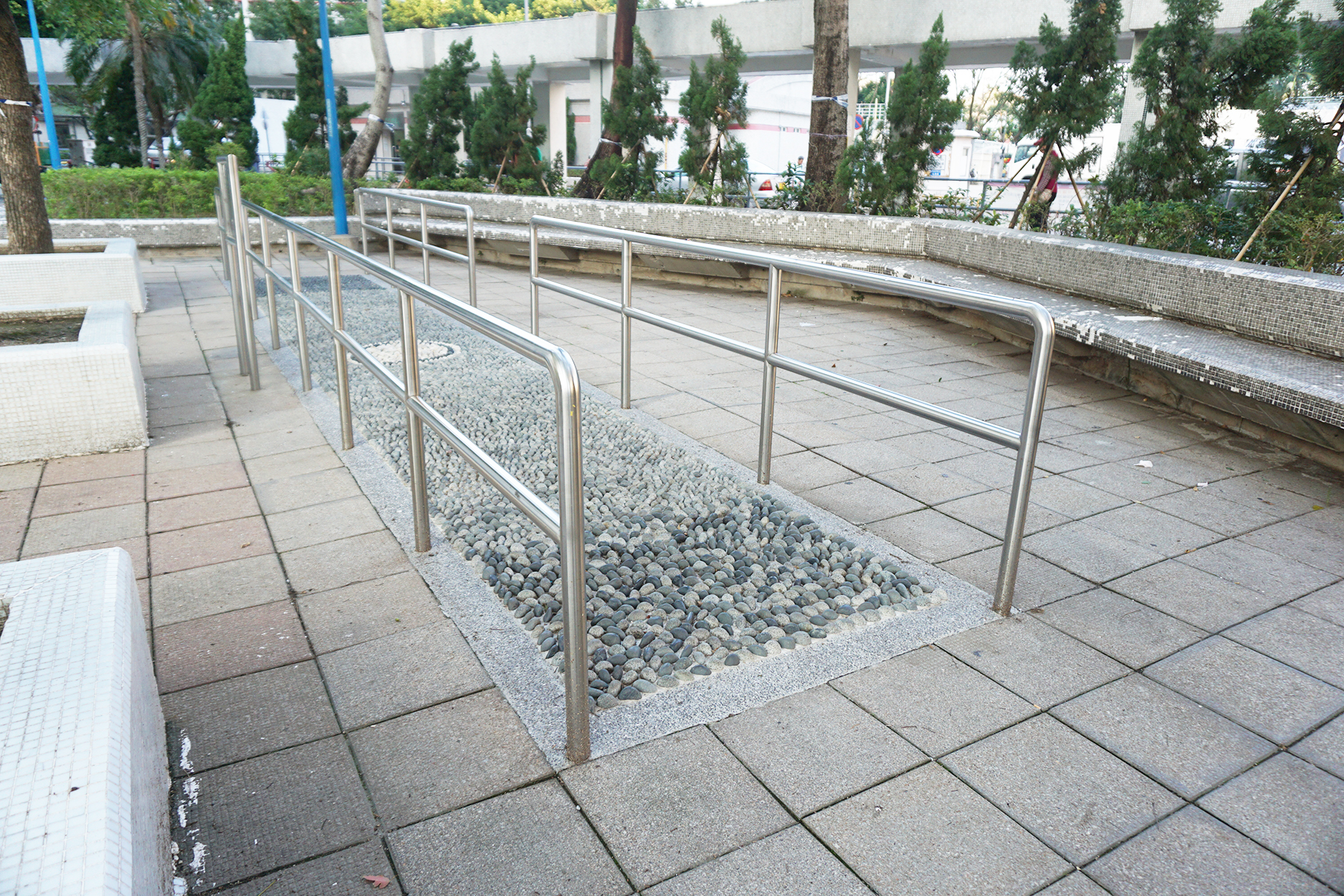
卵石路步行徑
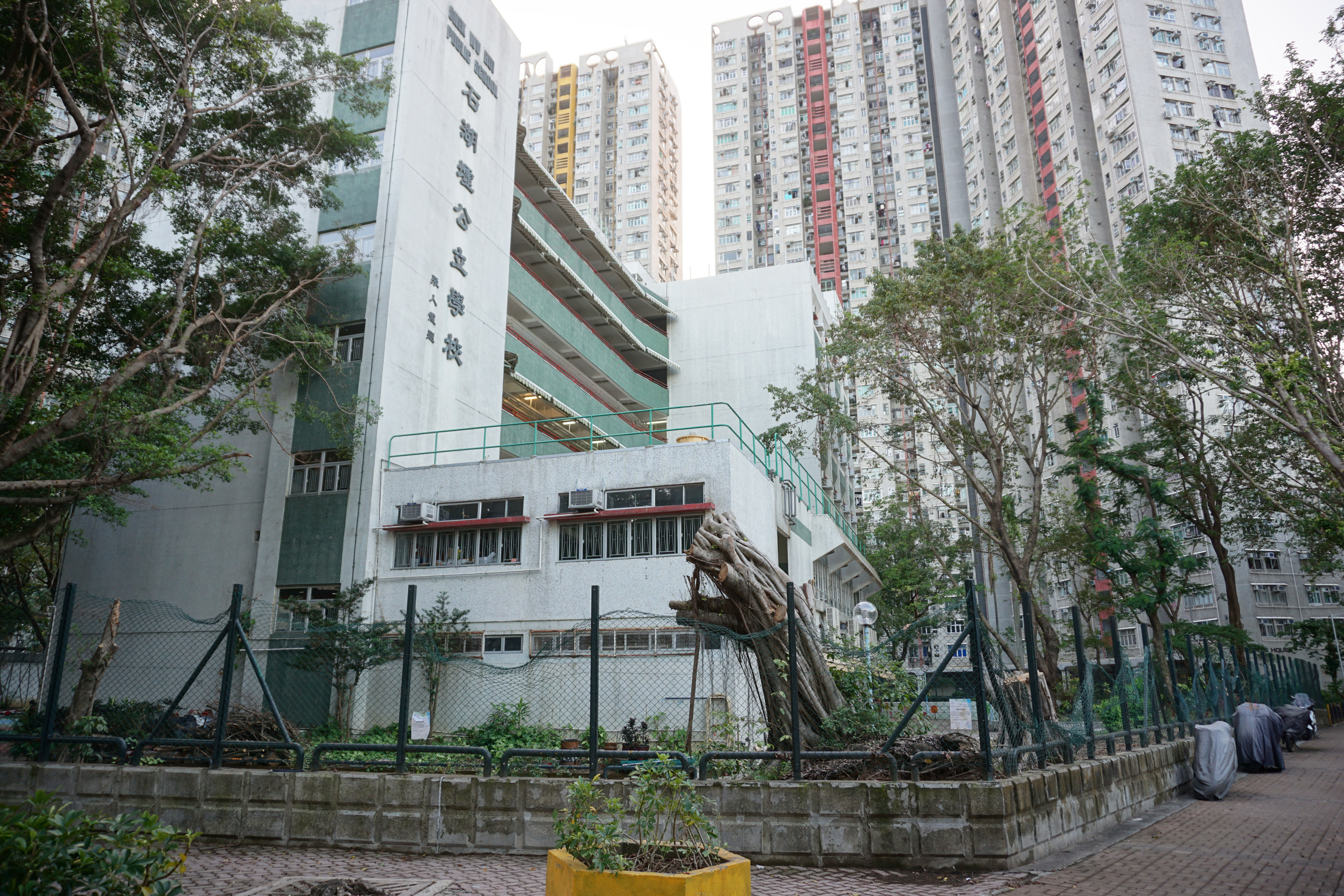
石湖墟公立學校，大段圍欄被2018年超強颱風山竹吹塌的大樹壓毀

### 商業設施
天平商場樓高三層，建築面積約9,700平方米。商場地下及二樓設有多間商鋪，主要租戶包括麥當勞餐廳、大快活快餐、屈臣氏、7-11便利店、百佳超級市場、日豐物業代理、佳寶凍肉超級市場及中式酒樓，其他租戶包括髮廊、藥房、中醫診所及雜貨店等，商場亦設有一部中國銀行及匯豐銀行櫃員機。商場三樓則是康文署轄下的天平體育館，設有羽毛球場、健身室及乒乓球桌。天平商場附設停車場，提供約470個車位。
2014年10月，林子峰和陳秉志以5.4388億港元向領展購入天平商場。
天平街市（英語：Tin Ping Market）於2019年初關閉翻新，5月13日重開，英語改稱Tin Ping Mart，加裝了空調和現代化裝潢，較舊街市更光亮。
2020年，商店已關閉以進行更新。翻新後的商場改名為天平新城，並引入更多連鎖式店舖。

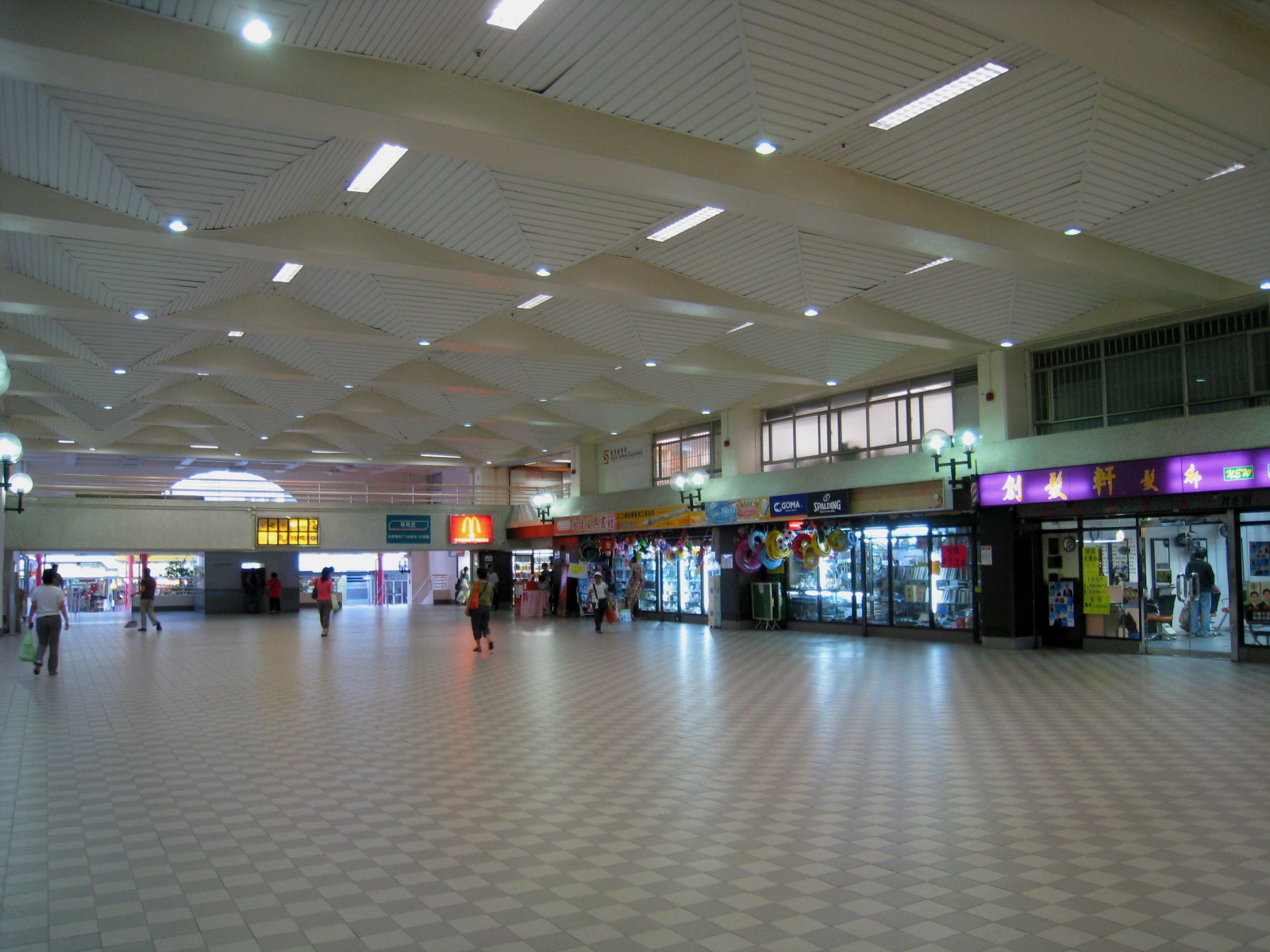
翻新前的天平商場
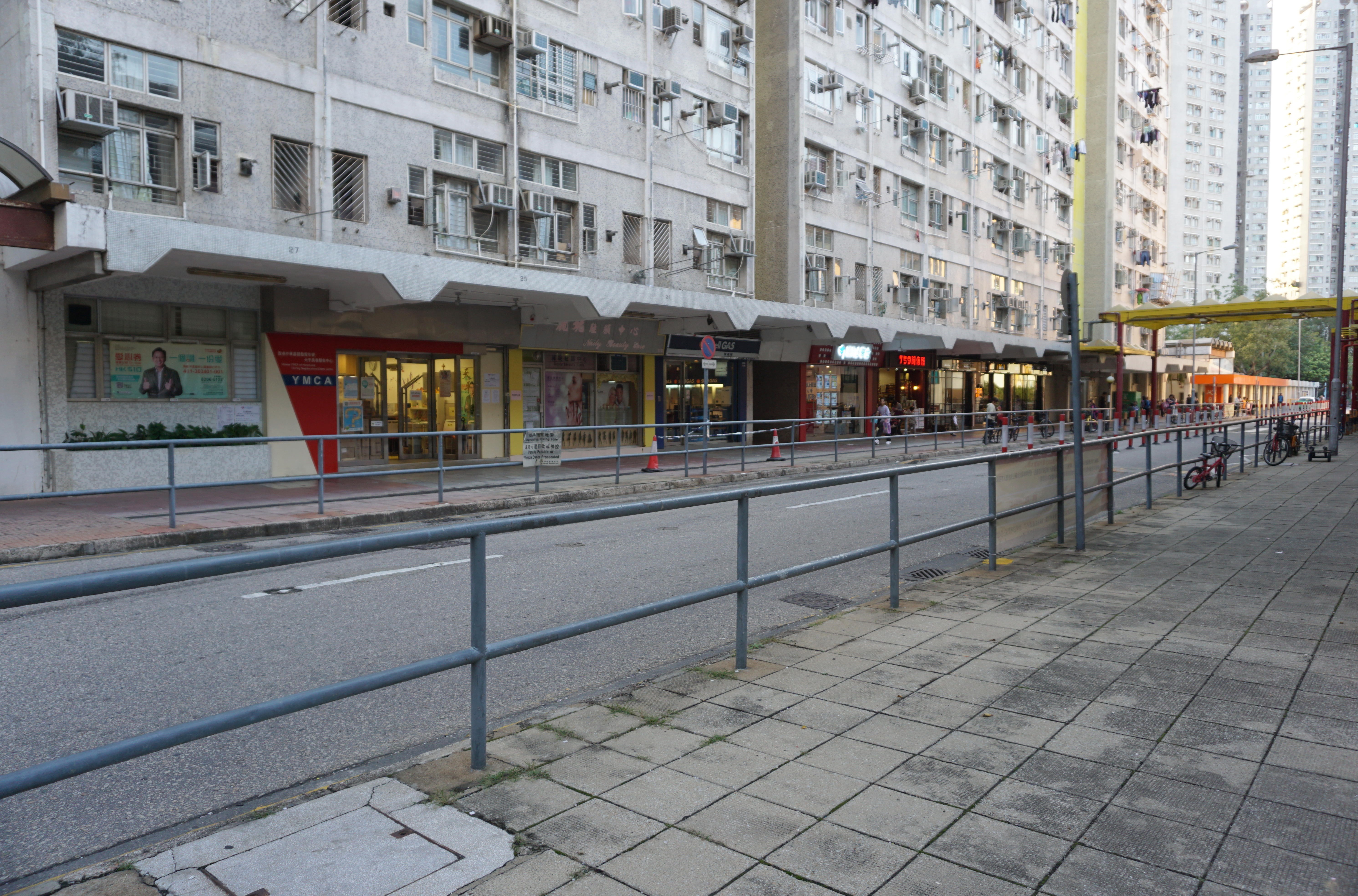
天明樓地舖
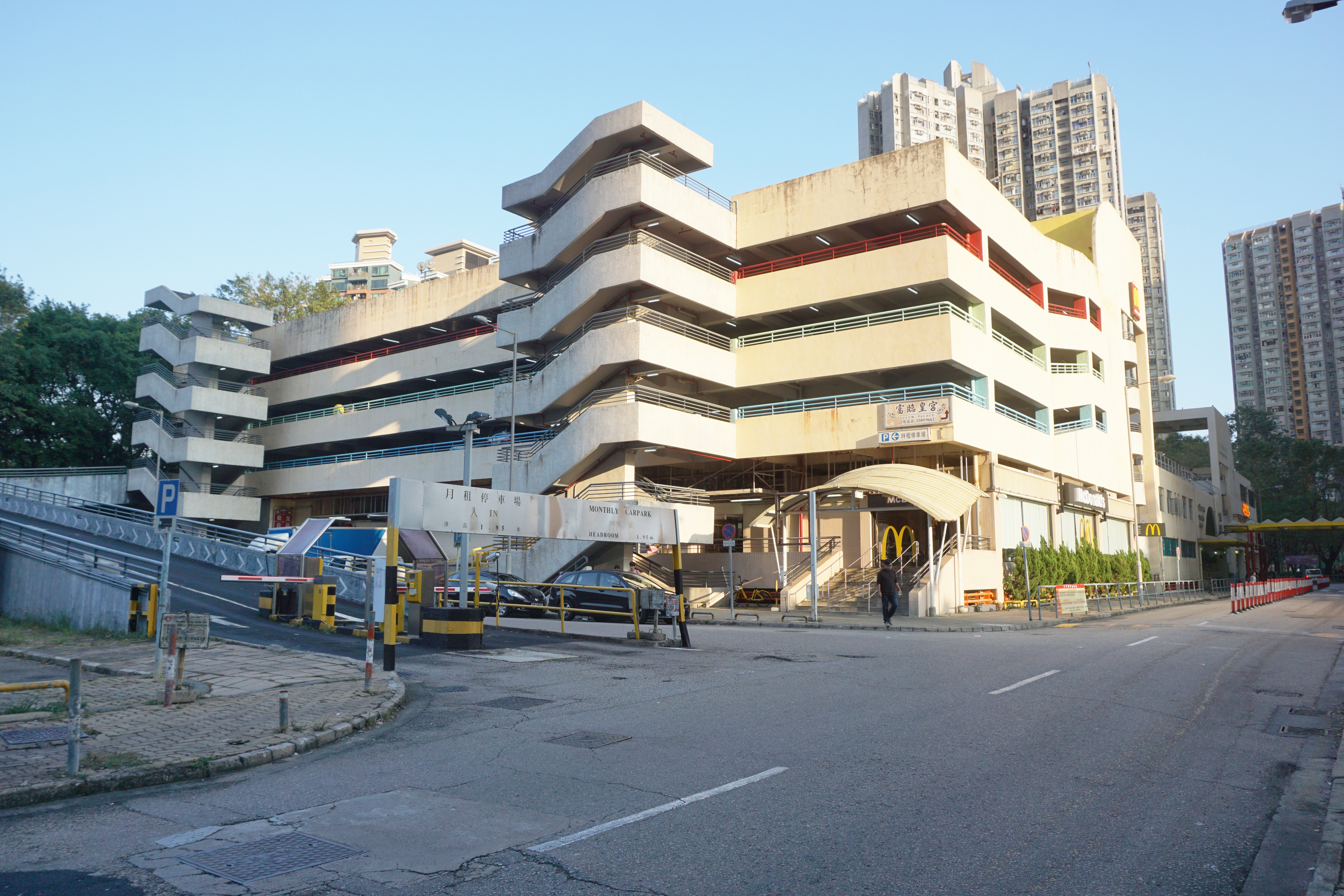
月租停車場及天平商場外觀
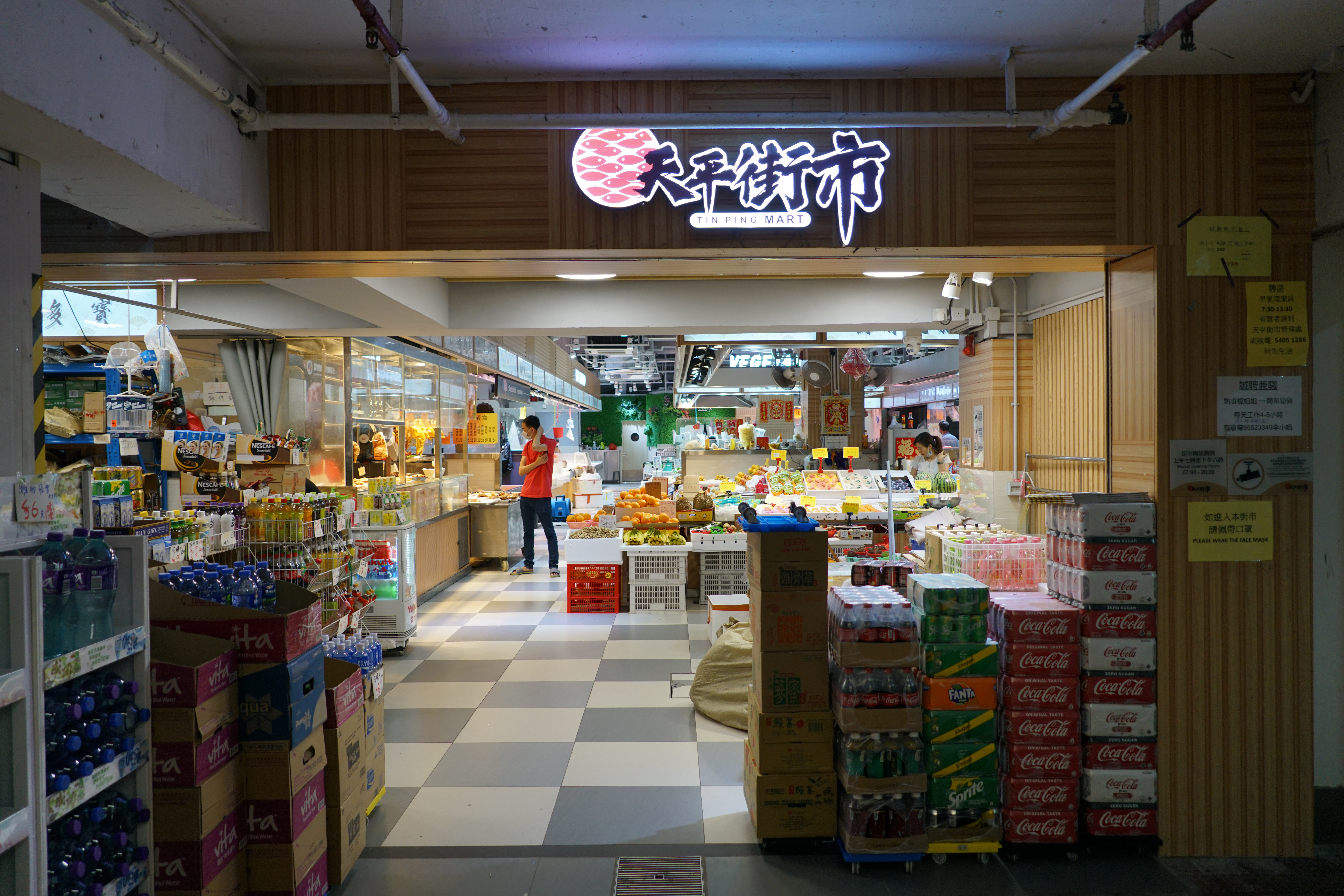
天平街市現貌
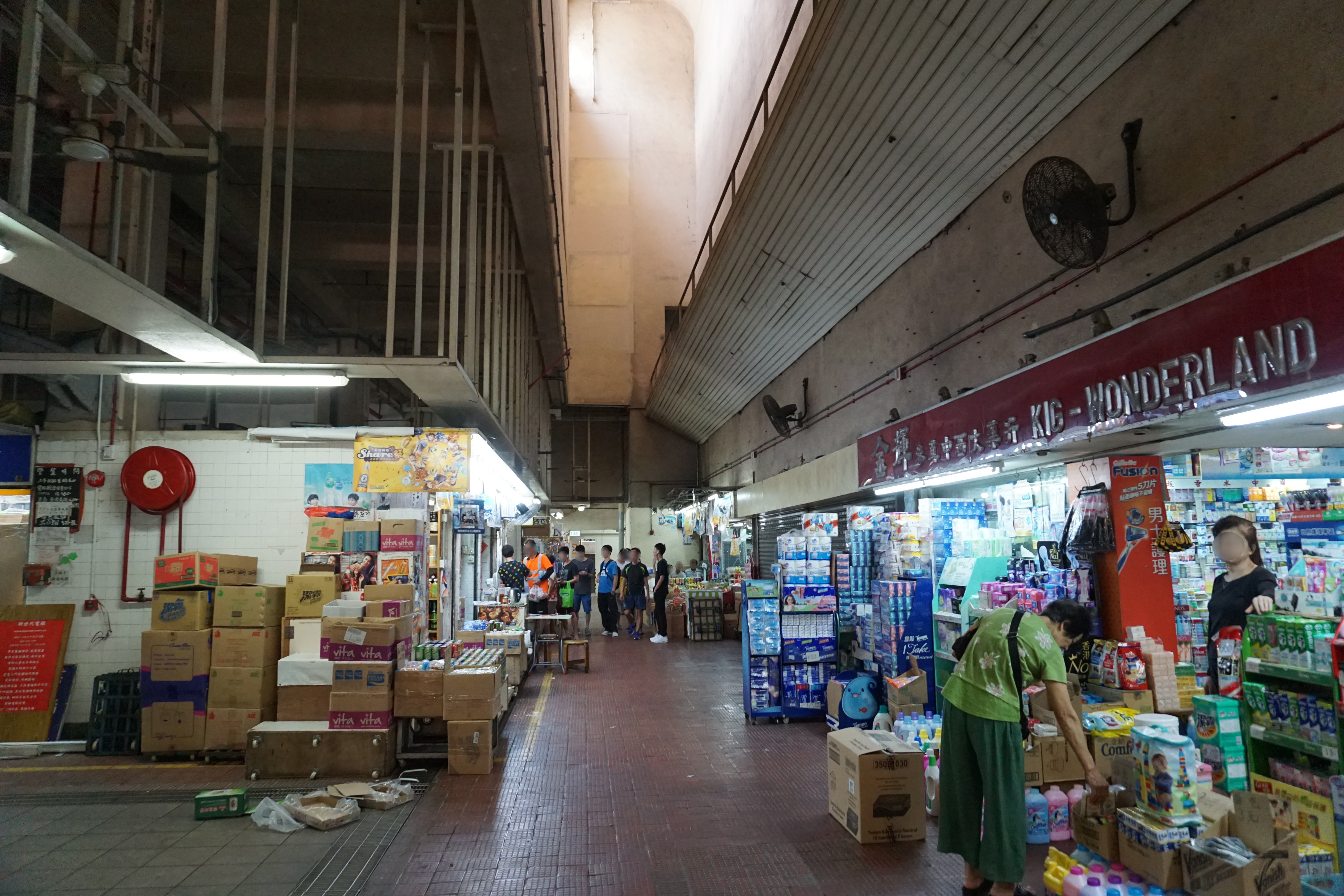
翻新前的天平街市

### 學校
天平邨及附近地區共有三所幼兒園、一所特殊幼兒中心、三所小學及一所特殊學校。除了上水惠州公立學校及李志達紀念學校，其他學校建築均屬天平邨本身規劃的一部份。上水惠州公立學校處於2003年後新開發的天平路以東地段，嚴格來說並不屬於天平邨的一部份。

### 幼兒園
- 上水惠州幼稚園（分校） （页面存档备份，存于）（1987年創辦）（位於天祥樓地下）
- 救世軍天平幼兒學校 （页面存档备份，存于） （1988年創辦）（位於天賀樓B座地下106-110室）
- 東華三院徐展堂幼稚園 （页面存档备份，存于）（1989年創辦）（位於天喜樓地下）

### 特殊幼兒中心
- 協康會天平中心 （页面存档备份，存于）（位於天美樓地下）

#### 小學
- 石湖墟公立學校 （页面存档备份，存于）（1961年創辦，1986年原邨遷置）（位於天怡樓西側）
- 上水惠州公立學校（1956年創辦，2008年遷入現址）（位於天平路51號，天朗樓東北方）
- 李志達紀念學校（1967年創辦，1991年自藍田邨遷入現址）（鄰近北區運動場，天怡樓斜對面）

#### 特殊學校
- 救世軍石湖學校 （页面存档备份，存于）（1979年創辦，1990年自荔景遷入現址）（位於天明樓西側，為石湖墟公立學校舊校舍[6]）

## 區議會議席分布
| 年度/範圍                      | 2000-2003  | 2004-2007  | 2008-2011  | 2012-2015  | 2016-2019  | 2020-2023  |
| ------------------------------ | ---------- | ---------- | ---------- | ---------- | ---------- | ---------- |
| 天怡樓、天祥樓、天賀樓及天明樓 | 天平西選區 | 天平西選區 | 天平西選區 | 天平西選區 | 天平西選區 | 天平西選區 |
| 天朗樓                         | 天平東選區 | 天平東選區 | 天平東選區 | 天平東選區 | 天平西選區 | 天平西選區 |
| 天美樓、天喜樓及安盛苑         | 天平東選區 | 天平東選區 | 天平東選區 | 天平東選區 | 天平東選區 | 天平東選區 |

## 知名住客
- 李政熙，熱血公民成員
- 潘德榮，民主黨成員

## 事件
天平邨在入伙後發生多宗自殺，家庭爭執等事件及意外。(按「展開」查看)
| 1988年4月，本身患有精神疾病的男子梁滿因為長期失業導致貧病交迫，在天怡樓寓所抱住分別是三歲半和五歲的子女一同跳樓自殺。 1998年10月，一名男子陳健康的妻子疑不滿丈夫包二奶，在單位把2名兒子拋下樓後再跳樓自殺身亡。 2018年9月，因超強颱風山竹吹襲，天祥樓11樓至26樓單位大停電，停電多日仍未恢復。居民叫苦連天，區議員黃宏滔及約30多名居民到管業處外與職員理論。法團主席表示將花費260萬更換電纜。 2018年11月6日凌晨4時許，天賀樓15樓一單位發生火警，伴隨多響爆炸聲，近1000名住客在睡夢中驚醒，倉皇逃生，其中，起火單位一名住客更沿外牆爬到樓下單位求救。消防調查後認為起火原因有可疑，一條石油氣喉疑被人割斷。有不少居民稱火警發生時大廈火警鐘並沒有響起。有區議員指天祥樓亦曾發生敲破火警鐘玻璃但火警鐘沒有鳴響的事件。天平邨管理公司就表示據2018年1月由註冊消防承辦商進行的年檢顯示大廈火警警報系統「符合消防處規定」。 天喜樓曾接連發生多宗自殺事件 - 2010年5月19日，居於天明樓的15歲青年黃壹龍及同齡女友楊瀅，同為新移民，疑因擔心被阻止繼續拍拖，到天喜樓33樓梯間相擁跳樓死亡。 - 2010年7月15日，20歲失業青年李耀輝欲向母索取金錢，被母薄責後向朋友發自殺短訊，隨後在天喜樓27樓梯間跳樓死亡。 - 2010年8月10日，21歲就讀IVE患思覺失調姓余少女，在35樓梯間跳樓死亡，沒有留下遺書，尋死前無厭世跡象，跳樓原因成謎。 - 2010年8月30日早上，23歲青年陳潤傑因工作及其他問題困擾，在34樓梯間跳樓死亡。同日下午，22歲姓劉青年因父母離婚不開心加上工作不如意，在20樓家中吊頸身亡。 2019年12月9日「大三罷」堵路行動期間， 警方凌晨在上水天平邨停車場聽到有人聲言：「聽日可以拮爆車胎。」遂拘捕12人，其中4名被告依次為何國基(39歲，地盤工人)、陳家維(17歲，學生)、林曉偌(18歲，學生)和謝銘基(31歲，匡智屯門晨曦學校教師)被控管有適合作非法用途的工具並意圖作非法用途使用罪，謝銘基教師被指控管有適合作非法用途的工具，即一個黑色背包內有兩柄剪刀、兩柄剪鉗及一柄板手。 警察公共關係科總警司郭嘉銓說，對於有師生涉嫌一起參與違法活動，警方感到非常震驚及擔憂，呼籲教育從業員「千萬不要鼓吹、縱容或引導年輕學生、小朋友，參與任何違法、破壞或暴力行為」，希望家長留意子女的活動。 謝銘基教師已被即時停職。教育局表示：「停職決定只是當個別教師涉及嚴重刑事案件或嚴重失徳行為時，校方為保障校內學生安全及履行其作為僱主而作出的適切安排。」，特首林鄭月娥公開要求教育局嚴肅跟進被捕或違規教師。 |

## 外部連結
- 房屋署天平邨資料（页面存档备份，存于）
- 房屋署安盛苑資料（页面存档备份，存于）